# Мошаны (Молдова)
Мошаны (рум. Moşeni, Мошень) — село в Рышканском районе Молдавии. Наряду с сёлами Василеуцы, Арманка, Чубара, Новые Михайлены и Штюбеены входит в состав коммуны Василеуцы.

## География
Село расположено на высоте 200 метров над уровнем моря.

## Население
По данным переписи населения 2004 года, в селе Мошень проживает 692 человека (331 мужчина, 361 женщина).
Этнический состав села:
| Национальность | Число жителей | Процентный состав |
| -------------- | ------------- | ----------------- |
| молдаване      | 558           | 80.64             |
| румыны         | 118           | 17.05             |
| украинцы       | 11            | 1.59              |
| русские        | 2             | 0.29              |
| болгары        | 2             | 0.29              |
| прочие         | 1             | 0.14              |
| Всего          | 692           | 100%              |